# ニッカーボッカー・ベースボール・クラブ
ニッカーボッカー・ベースボール・クラブ（Knickerbocker Base Ball Club）またはニューヨーク・ニッカーボッカーズ（New York Knickerbockers）は、かつてアメリカ合衆国・ニューヨークに存在した野球チームであり、今日行われているものとほぼ同じ野球ルールで試合を行った最初の組織化されたチームの一つである。アレクサンダー・カートライトにより1845年に設立され、1870年代初頭まで活動を行っていた。また、記録上最も早くユニフォームを着用した野球チームでもある。

## 設立
カートライトは、マンハッタンのニッカーボッカー・エンジン・カンパニー（消防団）の第12分団の団員であり、マーリー・ヒルの「ゴッサムクラブ」でタウンボールをプレイしていた。1845年、カートライトらゴッサムクラブのメンバーの一部は、このクラブが大きくなりすぎたと感じ、仲間内だけでプレイをするためにゴッサムクラブを脱退した。彼らは、ハドソン川の対岸のニュージャージー州ホーボーケンにある広大な空き地・エリシアン・フィールドを活動の地とした。この土地の所有者であるジョン・スティーブンスは、年間75ドルの使用料の支払いを求めた。その支払いに必要な資金の獲得のため、カートライトは正式なクラブを設立することにした。クラブ名は、カートライトが所属する消防団の名前から「ニッカーボッカー・ベースボール・クラブ」とした。クラブは1845年9月23日に結成された。設立時の会長はダンカン・カリー、副会長はウィリアム・ウィートン、会計幹事はウィリアム・H・タッカーだった。
ウィートンとタッカーは、「紳士としての評判を保つこと」などのメンバーが守らなければならない規律のほか、クラブ内で適用するゲームのルールを規定した以下の20条の「ニッカーボッカー・ルール」を定めた。
1. メンバーは、合意された時間を厳守し、時間通りに出席しなければならない。
2. 集合時、会長（会長が不在の場合は副会長）は審判員を任命する。審判員は、試合の記録を、その目的のために用意された記録簿に記録し、試合時間中の法律や規則の全ての違反を記録する。
3. 会長は2人のメンバーをキャプテンに任命し、キャプテンはその場を離れて試合についての相談を行う。キャプテンは、対戦するプレイヤーを可能な限り互角になるように配慮して決定し、次にサイドの選択をトスで行い、同様の方法で先攻を決定する。
4. ベースは「ホーム」から二塁まで42歩、一塁から三塁まで42歩の等間隔となるよう配置する。
5. 通常の練習の日に対外試合は行わない。
6. 練習開始の合意時間にクラブのメンバーが十分でない場合は、メンバー以外の紳士を選手に選ぶことができる。途中で後から現れたメンバーを練習に加えることはしない。ただし、全ての場合において、メンバーが揃っている場合には、メンバーが優先される。
7. 試合開始後にメンバーが現れた場合、双方が合意した場合はそのメンバーを参加させることができる。
8. 試合は21カウント（またはエース[注釈 1]）で構成される。ただし、終了時には同数のハンドをプレイしなければならない。
9. ボールはバットに対して、スロー(throw)ではなくピッチ(pitch)で投げなければならない。
10. 打球がフィールド（一塁から三塁の範囲外）の外に出た場合はファウルである。
11. 3つのボールを打ち損じて最後の1つが捕球された場合はアウトとなる。捕球されなかった場合はフェアとみなされ、打者は走らなければならない。
12. 打たれるか弾かれたボールが、直接またはワンバウンドで捕球された場合、アウトとなる。
13. 塁上の相手チーム選手の手にボールがある場合、または、走者が塁にいないときにボールに触れた場合、走塁中の走者はアウトになる。ただし、いかなる場合でも走者に対してボールを投げてはならない。
14. 走者が塁に到達する前に相手チーム選手が捕球したり、走者が捕球を妨害したりした場合、アウトとなる。
15. 3つのアウトでオールアウトとなる。
16. 選手は決められた順番で打撃を行う。
17. ゲームに関する全ての論争や相違は、審判がこれを決定し、それに不服を申し立てることはできない。
18. ファウルの場合、エースまたは塁を得ることはできない。
19. 投手がボークをしたとき、走者は一塁でアウトにならない。
20. 打球がバウンドしてフィールドの外に出た場合、一塁が認められる。

ウィートンは、マンハッタンでのタウンボールのプレイ経験からこの20のルールを選んだものと考えられる。この20のルールは、野球の原形とされる他のゲームや、一般的に現在の野球に最も近いと考えられているイングランドのラウンダーズとは、いくつかの点で異なっていた。ソーキング（走者にボールを当ててアウトにすること）の廃止とファウルを投球のやり直しに指定したルールは革新的なものであり、それ以外のルールはゲームに新たな統一性を与えた。

## 最初の「公式に記録された」試合とその後の歴史
ハドソン川の対岸にニッカーボッカー・クラブができたことで、マンハッタンの選手たちは分裂した。ウィートンによれば、ニッカーボッカー・ルールによる新しいゲームはすぐにニューヨーカーたちに人気となり、ニッカーボッカーズのメンバー数は想定以上に膨れ上がった。そこで、別に「ニッカーボッカーズ」という招待制・会費制の新たな組織を作ることにした。ニッカーボッカーズへの入会を拒絶されたゴッサムクラブのメンバーは、自分たちの間でゲームを続けた。
「公式に記録された」最初の野球の試合は、1846年6月19日にホーボーケンのエリシアン・フィールドで行われた、ニッカーボッカーズ対ニューヨークナインの試合である。ニューヨークナインは「ニューヨーク・ベースボール・クラブ」とも呼ばれ、ゴッサムクラブとおそらく同一のチームである。この試合は、ニッカーボッカー・ルールに則って行われた。結果は4回コールド、23対1でニューヨークナインの勝利だった。カートライトは審判員を務め、試合中に罵声を浴びせた選手1名に6セントの罰金を科した。
ただし、これ以前にも野球の試合は何度か行われている。1845年10月6日にはニッカーボッカーズのメンバー同士で3イニングの試合が行われた。1845年10月22日にはニューヨーククラブがブルックリンクラブに24対3で勝利し、そのスコアが翌朝の新聞に掲載された。
ニッカーボッカーズで捕手として10年以上活躍したチャールズ・シュイラー・デ・ボストは、1850年代中頃にニッカーボッカーズの会長に就任した。それから数年の間に、ニッカーボッカー・ルールは全米に広まった。野球はアメリカ人に人気のスポーツとなった。ニッカーボッカー・ルールは1857年に全米野球選手協会のルールの一部となった。その後もルールの改訂を繰り返して、今日の野球のルールとなった。
全米野球選手協会の設立とともにニッカーボッカーズは影響力を失い始め、野球のプロ化がなされた1870年代初頭までにはニッカーボッカーズは消滅していた。
それから約百年後、ニューヨークのNBAバスケットボールチームに「ニューヨーク・ニッカーボッカーズ」の名前がつけられた（現在のニューヨーク・ニックス）。